# Мошок (Владимирська область)
Мошок (рос. Мошок) — село у Судогодському районі Владимирської області Російської Федерації.
Входить до складу муніципального утворення Мошокське сільське поселення. Населення становить 1133 особи (2010).

## Історія
Село розташоване на землях фіно-угорського народу мещери.
Від 10 травня 1929 року належить до Судогодського району, утвореного спочатку у складі Владимирського округу Івановської промислової області з частин Владимирського та Гусєвського повітів Владимирської губернії. Від 1944 року в складі Владимирської області.
Згідно із законом від 13 травня 2005 року входить до складу муніципального утворення Мошокське сільське поселення.

## Населення
| 1859 | 1897  | 1905 | 1926  | 2002  | 2010  |
| ---- | ----- | ---- | ----- | ----- | ----- |
| 1241 | ↗1828 | ↘855 | ↗1455 | ↘1208 | ↘1133 |

## Персоналії
Уродженцем села є Мішулін Василь Олександрович (1900—1967) — генерал-лейтенант танкових військ, Герой Радянського Союзу.